# Kråkshult
Kråkshult är kyrkbyn i Kråkshults socken i Eksjö kommun, Jönköpings län.
Omkring året 1300 nämns för första gången Kracsholt. Kråks- kan komma av krákr 'korp', eller av ett mansbinamn bildat till krákr, och hult betyder skogsdunge. Själva bybebyggelsen  finns dock omtalas i dokument först 1526.
Kråkshults kyrka ligger här, liksom en kuriosaaffär och en bagarstuga, men ingen skola och ingen annan näringsverksamhet.
Kråkshult Sportklubb bildades 1942 och arrangerar Kråkshultsdagen.